# Såkejaurasj
Såkejaurasj är en sjö i Gällivare kommun i Lappland och ingår i Luleälvens huvudavrinningsområde. Sjön har en area på 0,0951 kvadratkilometer och ligger 490,9 meter över havet. Såkejaurasj ligger i Sjaunja Natura 2000-område.

## Delavrinningsområde
Såkejaurasj ingår i det delavrinningsområde (746815-166630) som SMHI kallar för Inloppet i Muorjejaure. Medelhöjden är 546 meter över havet och ytan är 48 kvadratkilometer. Det finns inga avrinningsområden uppströms utan avrinningsområdet är högsta punkten. Muorjejåkkå (Spikajåkkå) som avvattnar avrinningsområdet har biflödesordning 3, vilket innebär att vattnet flödar genom totalt 3 vattendrag innan det når havet efter 263 kilometer. Avrinningsområdet består mestadels av skog (72 procent) och sankmarker (16 procent). Avrinningsområdet har 0,47 kvadratkilometer vattenytor vilket ger det en sjöprocent på 1 procent.